# Karl Höfer
Karl Höfer (10 aprile 1925 – 30 novembre 1990) è stato un calciatore austriaco, di ruolo attaccante.

## Carriera

### Nazionale
Esordisce il 13 dicembre 1959 contro la Francia (5-2).